# Arkas (Exoplanet)
Arkas (HD 81688 b) ist ein Exoplanet, der den Unterriesen Intercrus alle 184 Tage umkreist. Auf Grund seiner Masse wird angenommen, dass es sich um einen Gasplaneten handelt.

## Entdeckung
Der Planet wurde von Bunei Sato et al. im Jahr 2008 mit Hilfe der Radialgeschwindigkeitsmethode entdeckt.

## Umlauf und Masse
Der Planet umkreist seinen Stern in einer Entfernung von ca. 0,81 Astronomischen Einheiten und hat eine Mindestmasse von ca. 2,7 Jupitermassen (rund 860 Erdmassen).